# Gianni Alfani
Gianni Alfani (Firenze, XIII-XIV sec. – ...) è stato un poeta italiano appartenente al movimento del Dolce stil novo.

## Biografia
Nato a Firenze, nella famiglia di banchieri Alfani, risulta essere stato attivo negli anni a cavallo tra la fine del Duecento e l'inizio del Trecento. Le fonti biografiche su di lui sono controverse: ci sono studiosi che lo identificano con un mercante setaiolo che risulta iscritto nel registro di quest'arte intorno al 1243; altri invece sono sicuri di identificarlo con Gianni di Forese degli Alfani, che nato tra il 1272 e il 1283 sarebbe stato Gonfaloniere di Giustizia del comune fiorentino nell'ultimo bimestre del 1311, per poi essere dichiarato ribelle e quindi costretto all'esilio da Arrigo VII. Se si trattasse di lui, sarebbe morto a Venezia pochi anni dopo.
In realtà la sua identificazione con i personaggi sopra indicati è tutt'altro che certa e nulla toglie che essi non siano altro che omonimi di quello che dai più viene ricordato come un poeta, amico e spesso imitatore di Guido Cavalcanti che, assieme a quest'ultimo, faceva parte della ristretta schiera dei conoscenti più intimi di Dante, assieme a Lapo Gianni e Cino da Pistoia.
Nelle poche Rime a lui attribuibili (giunte sino a noi in numero assai ridotto rispetto a quelle da lui composte) sono ricorrenti i temi dell'amicizia virile e del canto rivolto alla donna come salvatrice; le sue ballate sono spesso malinconiche rievocazioni del tempo andato e della patria lontana, composte da una non si sa quanto ipotetica terra d'esilio. Su tutte svettano senz'altro il sonetto Guido, quel Gianni ch'a te fu l'altrieri dedicato proprio a Cavalcanti e la Ballatetta dolente sul tema anch'essa della natia terra lontana. Ambedue sono cariche di una vena nostalgica e malinconica che forse sono i tratti più marcatamente propri della poesia di Gianni Alfani.

## Edizioni e bibliografia
- Gianfranco Contini - Poeti del Duecento, Milano-Napoli, 1960
- Santorre Debenedetti - Notizi biografiche di rimatori italiani del sec. XIII, in Giornale storico di letteratura italiana, 1907